# Kaita
Kaita (jap. 海田町 Kaita-chō) – miasto w Japonii, na wyspie Honsiu, w prefekturze Hiroszima. Według danych na rok 2020 miejscowość zamieszkiwało 29 636 mieszkańców , a gęstość zaludnienia wyniosła 2149,1 os./km².